# Mimosa aculeaticarpa

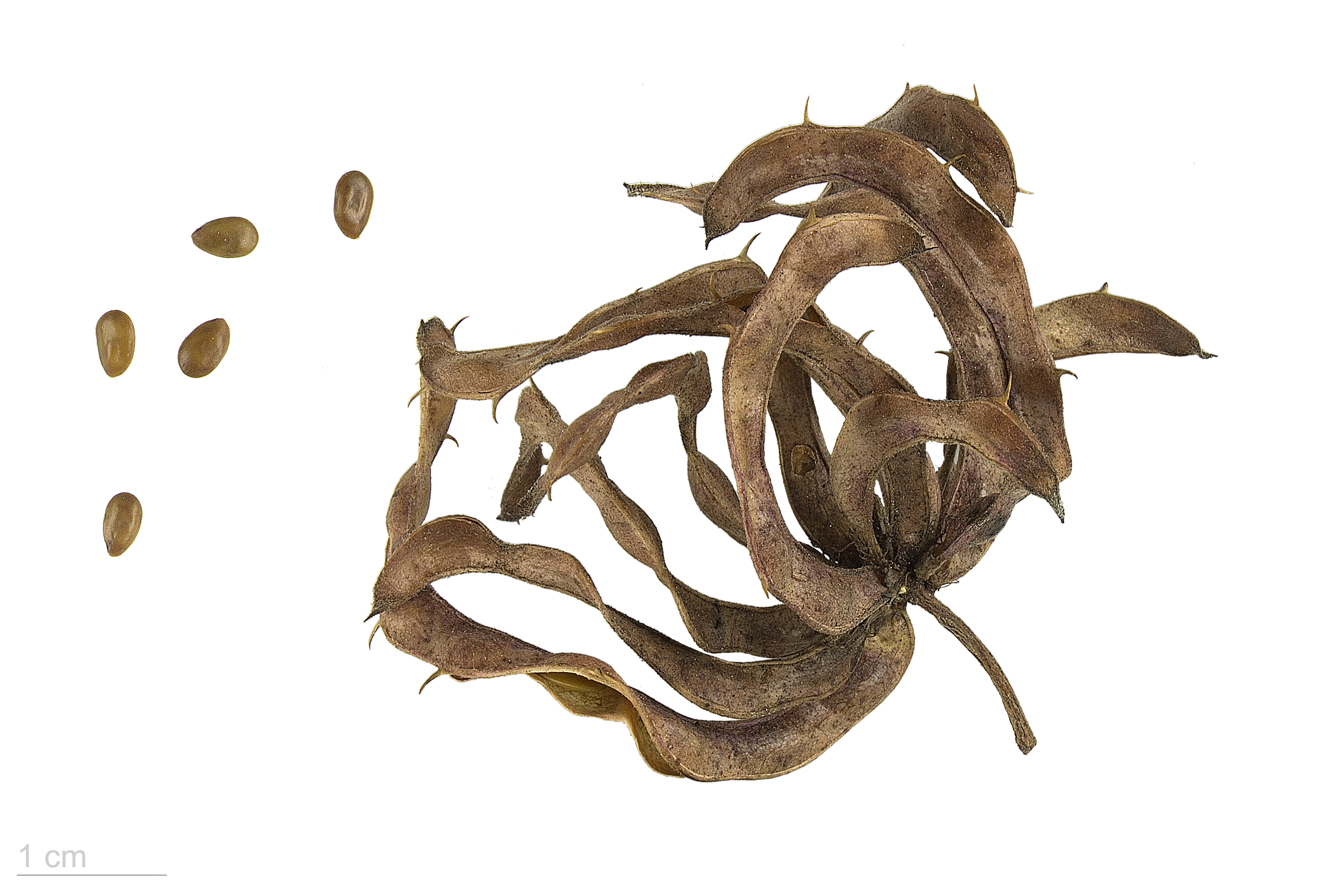
Fruit

Mimosa aculeaticarpa (anomenat arç, com moltes altres espècies) és un arbust natiu de Mèxic que és dins de la família de les Fabaceae. Posseeix flors blanques i beines de color verd a cafè. Al Mèxic es distribueix en la part nord i centre fins a Pobla.

## Distribució
A Mèxic principalment en els estats centrals del nord, El Bajío, Puebla i Tlaxcala. També hi ha alguns registres en Jalisco i Michoacán. Mentre que als Estats Units a Arizona, Nou Mèxic i Texas.

## Taxonomia
Mimosa aculeaticarpa va ser descrita per Casimiro Gómez Ortega i publicat en Novarum, aut Rariorum Plantarum Horti Reg. Boten. Matrit. Descriptionum Decades 134. 1800.
Etimologia
Mimosa: nom genèric derivat del grec μιμος (mimos), que significa "imitador"
aculeaticarpa: epítet llatí que significa "amb llavors espinoses".
Sinonímia
- Acacia acanthocarpa Willd.
- Mimosa acanthocarpa (Willd.) Benth.
- Mimosa aculeaticarpa var. biuncifera (Benth.) Barneby
- Mimosa arida Benth.
- Mimosa biuncifera Benth.
- Mimosa biuncifera var. lindheimeri (A. Gray) B.L. Rob.
- Mimosa prolifica S. Watson
- Mimosopsis biuncifera (Benth.) Britton & Rose
- Mimosopsis lindheimeri (A. Gray) Britton & Rose[5]